# Freestyle ai VII Giochi asiatici invernali
Le gare di freestyle ai VII Giochi asiatici invernali si sono svolte al complesso sportivo di Tagadan nella regione di Almaty, in Kazakistan. I sei eventi erano in programma dal 31 gennaio al 2 febbraio 2011.

## Calendario
| Uomini | Gobbe | Salti | Gobbe parallele | 3 |
| Donne  | Gobbe | Salti | Gobbe parallele | 3 |
| Totale | 2     | 2     | 2               | 6 |

## Podi

### Uomini
| Evento                     |                   |                   |               |            |                   |              |
| Oro                        | Punteggio         | Argento           | Punteggio     | Bronzo     | Punteggio         |              |
| Gobbe (dettagli)           | Dmitriy Reiherd   | 23,63             | Osamu Ueno    | 22,47      | Dmitriy Barmashov | 21,71        |
| Salti (dettagli)           | Jia Zongyang      | 220,70            | Liu Zhongqing | 210,16     | Ruslan Ablyatifov | 180,30       |
| Gobbe parallele (dettagli) | Dmitriy Barmashov | Dmitriy Barmashov | Osamu Ueno    | Osamu Ueno | Yugo Tsukita      | Yugo Tsukita |

### Donne
| Evento                     | Oro             | Punteggio       | Argento           | Punteggio        | Bronzo   | Punteggio |
| Gobbe (dettagli)           | Julija Galyševa | 22,09           | Miki Itō          | 17,48            | Ning Qin | 17,11     |
| Salti (dettagli)           | Zhang Xin       | 151,45          | Zhibek Arapbayeva | 109,93           | Yang Yu  | 109,56    |
| Gobbe parallele (dettagli) | Julija Galyševa | Julija Galyševa | Yuliya Rodionova  | Yuliya Rodionova | Miki Itō | Miki Itō  |

## Medagliere
| Posizione | Paese      | Oro | Argento | Bronzo | Totale |
| --------- | ---------- | --- | ------- | ------ | ------ |
| 1         | Kazakistan | 4   | 2       | 2      | 8      |
| 2         | Cina       | 2   | 1       | 2      | 5      |
| 3         | Giappone   | 0   | 3       | 2      | 5      |
| Totale    | Totale     | 6   | 6       | 6      | 18     |